# Westfield Miranda

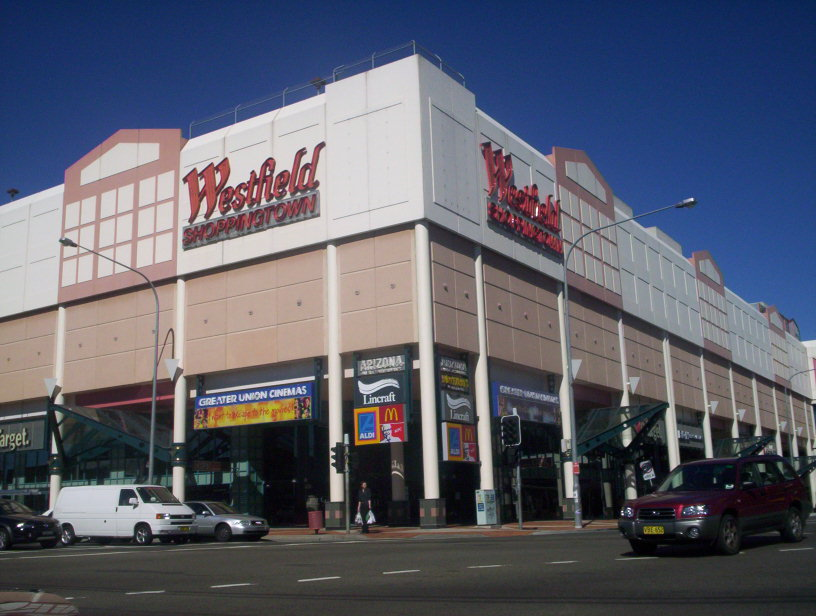
Das Einkaufszentrum im Jahr 2005

Westfield Miranda (auch bekannt als Miranda Fair) ist ein großes Einkaufszentrum in Miranda, einem Vorort südlich von Sydney im australischen Bundesstaat New South Wales.
Das von dem Melbourner Architekturbüro Tomkins, Shaw & Evans entworfene Einkaufszentrum der Kaufhauskette Myer wurde 1964 eröffnet. Es befindet sich in der Nähe des Bahnhofs Miranda. Neben der Myers-Filiale zog damals auch (für die nächsten rund 20 Jahre) die örtliche Zweigstelle des regionalen Bibliothekssystems, der Sutherland Shire Libraries, ein.
Das Gebäude wurde seitdem mehrfach umgebaut und erweitert. In der jetzigen Form wird es seit November 2014 genutzt. Das Einkaufszentrum beherbergt fast 450 Geschäfte auf einer Fläche von über 100.000 m². Es ist auch ein Aldi-Discounter-Lebensmittelmarkt vertreten. Der Umsatz aller Geschäfte beträgt ca. 950 Millionen AUD.
Westfield Miranda wird von der Scentre Group verwaltet, die 50 % des Zentrums hält. Die anderen 50 % hält Dexus, ein australischer Real-Estate-Investment-Trust.